# Egenhofen
Egenhofen är en kommun och ort i Landkreis Fürstenfeldbruck i Regierungsbezirk Oberbayern i förbundslandet Bayern i Tyskland.